# Spilopteron sichuanense
Spilopteron sichuanense är en stekelart som beskrevs av Wang 1997. Spilopteron sichuanense ingår i släktet Spilopteron och familjen brokparasitsteklar. Inga underarter finns listade i Catalogue of Life.